# Joe Flaherty
Pour les articles homonymes, voir Flaherty.

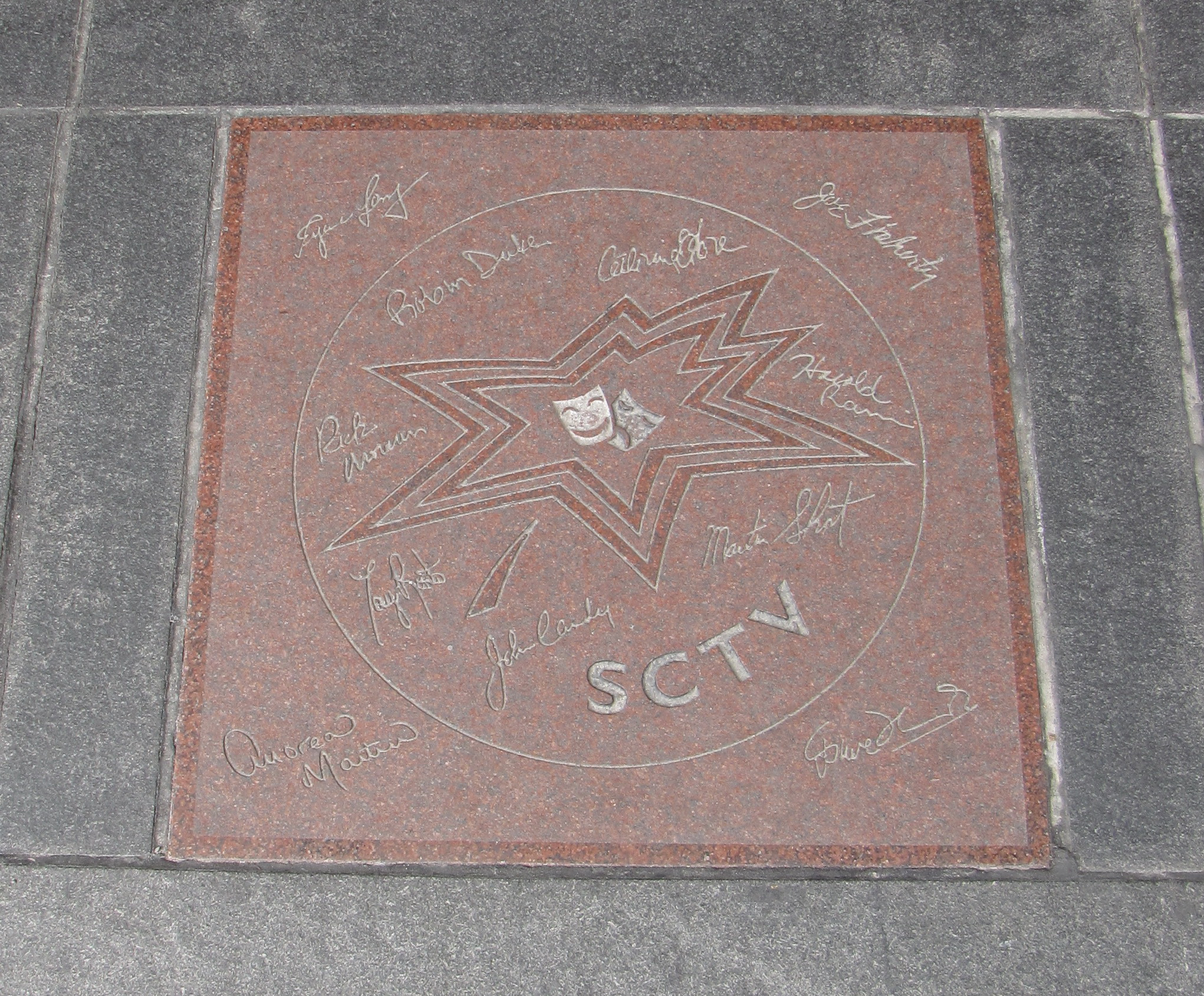
Étoile pour SCTV à l'Allée des célébrités canadiennes avec la signature de Flaherty en haut à droite

Joseph P. Flaherty, dit Joe Flaherty, est un acteur, humoriste, scénariste, réalisateur et producteur américain, né le 21 juin 1941 à Pittsburgh en Pennsylvanie (États-Unis) et mort le 1er avril 2024.

## Biographie
Joe Flaherty est un membre fondateur de la série canadienne de sketchs SCTV. Né à Pittsburgh, il passe sept ans au The Second City à Chicago avant de déménager au nord de la frontière pour contribuer à la création de la troupe à Toronto.
Contrairement aux anciens de SCTV, Flaherty choisit de ne pas devenir une vedette hollywoodienne et de rester au Canada où il participe à beaucoup de films et émissions de télévision.
Flaherty maintient des liens avec Toronto, en tant qu'artiste en résidence au Humber College (en).

### Santé
En février 2024, Martin Short annonce sur les réseaux sociaux que Flaherty est gravement malade, avec sa fille Gudrun comme seule soignante. Short annonce que des contributions sont recherchées pour l'aider à payer ses soins.

## Filmographie

### Comme acteur
- 1972 : The David Steinberg Show (en) (série télévisée) : Kirk Dirkwood
- 1973 : The Blue Knight (en) de Robert Butler (TV)
- 1975 : Delancey Street: The Crisis Within (TV) : George Miles
- 1976 : Tunnel Vision (en) de Neal Israel et Bradley R. Swirnoff : Carl Michaelevich
- 1976 : The Sunshine Hour (en) (série télévisée) : Regular
- 1976 : SCTV (série télévisée) : Guy Caballero / Floyd Robertson aka Count Floyd (en) / Sammy Maudlin / Big Jim McBob / Alki Stereopolis / Various
- 1976 : Alex ou la liberté (en) (Alex & the Gypsy) de  John Korty : Morgan
- 1979 : The Lady in Red
- 1979 : 1941 : Raoul Lipschitz
- 1980 : Double Negative : Roger
- 1980 : Nothing Personal (en) : Officer #2 in Patrol Car
- 1980 : La Grosse Magouille (Used Cars) : Sam Slaton
- 1981 : SCTV Network 90 (série télévisée) : Guy Caballero / Floyd Robertson aka Count Floyd / Vic Hedges / Rocco / Big Jim McBob / Sammy Maudlin / Various
- 1981 : Les Bleus (Stripes) : Border guard / Sgt. Crocker
- 1981 : Métal hurlant (Heavy Metal) : Lawyer / General (voix)
- 1982 : By Design (en) de Claude Jutra : Veteran father
- 1983 : Going Berserk : Chick Leff
- 1983 : SCTV Channel (série télévisée) : Guy Caballero / Floyd Robertson aka Count Floyd / Sammy Maudlin / Slade Cantrell / Vic Hedges / Various
- 1984 : Johnny le dangereux (Johnny Dangerously) : Deathrow Inmate
- 1985 : Martin Short: Concert for the North Americas (TV) : Charlton Heston
- 1985 : The Canadian Conspiracy (en) (TV) de  Robert Boyd : Various
- 1985 : Suivez cet oiseau (Sesame Street Presents: Follow that Bird) : Sid Sleaze
- 1986 : Club Paradis (Club Paradise) : Pilot
- 1986 : Un été fou fou fou (One Crazy Summer) de Savage Steve Holland: General Raymond
- 1987 : Really Weird Tales (en) (TV) : Your Host
- 1987 : L'Aventure intérieure (Innerspace) : Waiting Room Patient
- 1987 : Blue Monkey : George Baker
- 1988 : The Completely Mental Misadventures of Ed Grimley (en) (série télévisée) : Count Floyd
- 1989 : I, Martin Short, Goes Hollywood (TV) : Gene Siskel
- 1989 : Mais qui est Harry Crumb ? (Who's Harry Crumb?) de Paul Flaherty : le portier
- 1989 : Cannonball 3 (Speed Zone!) : Vic DeRubis
- 1989 : Looking for Miracles (en) de  Kevin Sullivan (TV) : Chief Berman
- 1989 : Retour vers le futur 2 (Back to the Future Part II) : Western Union Man
- 1990 : Wedding Band (es) : Peter
- 1990 : Making Real Funny Home Videos : Count Floyd Robertson
- 1990 : Back to the Beanstalk (TV) : The Chili Bean Leader
- 1990 : Une maison de fous (Maniac Mansion) (série télévisée) : Dr Fred Edison
- 1991 : Draculito, mon saigneur (Little Dracula) (série télévisée) : Big Dracula (voix)
- 1994 : Runaway Daughters (TV) : Mr. Nicholson
- 1995 : A Pig's Tale (vidéo) : Milt
- 1995 : Family Reunion: A Relative Nightmare (en) de  Neal Israel (TV) : Kevin Dooley
- 1995 : Stuart sauve sa famille (Stuart Saves His Family) : Cousin Ray
- 1995 : The Show Formerly Known as the Martin Short Show (TV) : Lyle Lovett
- 1996 : Snowboard Academy (en) de  John Shepphird : Mr. Barry
- 1996 : The Louie Show (en) (série télévisée)
- 1996 : Happy Gilmore : Donald
- 1997 : The Wrong Guy (en) de David Steinberg : Fred Holden
- 1997 : The Don's Analyst (en) de  David Jablin (TV) : Dr Lowell Royce
- 1997 : Police Academy (Police Academy: The Series) (série télévisée) : Cmdt. Stuart Hefilfinger
- 1999 : Quelle vie de chien ! (Dogmatic) de Neill Fearnley
- 1999 : Detroit Rock City : Father Phillip McNulty
- 1999 : Freaks and Geeks (série télévisée) : Harold Weir
- 2000 : The Daily Blade (série télévisée)
- 2001 : Va te faire foutre Freddy ! (Freddy Got Fingered) : William
- 2001 : Go Fish (série télévisée) : Dr Troutner
- 2001 : The Santa Claus Brothers (en) (TV) : Snorkel
- 2002 : Slackers de Dewey Nicks (en) : Mr. Leonard
- 2002 : The True Meaning of Christmas Specials (en) (TV) : Bing Crosby
- 2003 : National Security : Owen Fergus
- 2004 : The Super Popular Show (série télévisée) : Uncle Mantis Cornchunder
- 2004 : Rio Loco de Dana Anderson
- 2004 : La ferme se rebelle (Home on the Range) de Will Finn et John Sanford : Jeb, the Goat (voix)
- 2004 : Phil the Alien : Joey's dad

### Comme scénariste
- 1987 : Really Weird Tales (TV)

### Comme réalisateur
- 1989 : Mais qui est Harry Crumb ? (Who's Harry Crumb?)

### Comme producteur
- 1987 : Really Weird Tales (TV)